# Наоми Осака
Наоми Осака (јап. 大坂 なおみ, Осака, 16. октобар 1997) јапанска је тенисерка. Током каријере је дошла до четири гренд слем турнира и првог места на ВТА ранг листи, чиме је постала прва играчица из Азије на месту „број 1”.
Осака је упалила олимпијски пламен на церемонији отварања Летњих олимпијских игара 2020. године (одржане 2021) у Токију. Медијску пажњу је привукла и због свог активизма ван терена, укључујући и ангажман у склопу кампање Black Lives Matter.

## Каријера
Професионално је почела да игра тенис у септембру 2013. У каријери је освојила два ВТА турнира у појединачној конкуренцији. Од 2018. Осаку тренира Саша Бајин који је српског порекла. Први ВТА трофеј освојила је 2018. године у Индијан Велсу, где је победила неке од бивших првих играчица света и велике шампионке, као што су: Марија Шарапова, Симона Халеп, Каролина Плишкова, а у великом финалу победила је Дарију Касаткину резултатом 6:3, 6:2. На Ролан Гаросу и Вимблдону учешће завршава у трећем колу. Након тога, уследио је период нешто лошије игре, али све је резултирало пласманом у финале Отвореног првенства САД у ком је победила Серену Вилијамс резултатом 6:2, 6:4. Постала је прва Јапанка у историји тениса која је освојила и играла у финалу неког гренд слема. Такође, меч је протекао и у знаку противнице, која је оптуживала судију за крађу поена, на шта јој је он одговорио одузимањем гема. На крају, у тренуцима, доделе трофеја за победницу турнира, публика је звиждала и изазвала сузе код младе победнице. Победа на турниру, јој је донела и пробој на седмо место на светској листи.
Осака је освојила други гренд слем на Аустралијан опену 2019. године победом у финалу над Чехињом Петром Квитовом. Након освајања тог турнира избила је на прво место WTA ранг листе у појединачној конкуренцији.
Мајка јој је Јапанка, а отац пореклом из Хаитија, има старију сестру по имену Мари.

## Финала гренд слем турнира (4)

### Појединачно (4)
| Исход  | Година | Турнир                        | Противница у финалу | Резултат         |
| Победа | 2018   | Отворено првенство САД        | Серена Вилијамс     | 6:2, 6:4         |
| Победа | 2019   | Отворено првенство Аустралије | Петра Квитова       | 7:6(2), 5:7, 6:4 |
| Победа | 2020   | Отворено првенство САД        | Викторија Азаренка  | 1:6, 6:3, 6:3    |
| Победа | 2021   | Отворено првенство Аустралије | Џенифер Брејди      | 6:4, 6:3         |

## ВТА финала

### Појединачно: 5 (3–2)
| Легенда                   |
| ------------------------- |
| Гренд слем (2–0)          |
| Првенство ВТА (0–0)       |
| Премијер турнири 5 (1–0)  |
| Премијер (0–2)            |
| Међународни турнири (0–0) |

| Подлога     |
| ----------- |
| Бетон (3–2) |
| Трава (0–0) |
| Шљака (0–0) |
| Тепих (0–0) |

| Исход  | Бр. | Датум              | Категорија | Турнир                        | Подлога   | Противница        | Резултат         |
| ------ | --- | ------------------ | ---------- | ----------------------------- | --------- | ----------------- | ---------------- |
| Финале | 1.  | 25. сеп. 2016.     | Премијер   | Токио                         | Бетон     | Каролина Возњацки | 5:7, 3:6         |
| Победа | 1.  | 18. март 2018.     | Премијер 5 | Индијан Велс                  | Бетон     | Дарија Касаткина  | 6:3, 6:2         |
| Победа | 2.  | 8. септембар 2018. | Гренд слем | Отворено првенство САД        | Бетон     | Серена Вилијамс   | 6:2, 6:4         |
| Финале | 2.  | 22. сеп. 2018.     | Премијер   | Токио                         | Бетон (д) | Каролина Плишкова | 4:6, 4:6         |
| Победа | 3.  | 26. јануар 2019.   | Гренд слем | Отворено првенство Аустралије | Бетон     | Петра Квитова     | 7:6(2), 5:7, 6:4 |